# Dům čp. 101 (Štramberk)
Dům čp. 101 stojí na ulici Jaroňkova ve Štramberku v okrese Nový Jičín. Roubený dům byl postaven na konci 18. století. Byl zapsán do Ústředního seznamu kulturních památek ČR před rokem 1988 a je součástí městské památkové rezervace.

## Historie
Podle urbáře z roku 1558 na náměstí bylo postaveno původně 22 domů s dřevěným podloubím, kterým bylo přiznáno šenkovní právo a sedm usedlých na předměstí. Uprostřed náměstí stál pivovar. V roce 1614 je uváděno 28 hospodářů, fara, kostel, škola a za hradbami 19 domů. Za panování jezuitů bylo v roce 1656 uváděno 53 domů. První zděný dům čp. 10 byl postaven na náměstí v roce 1799. V roce 1855 postihl Štramberk požár, při něm shořelo na 40 domů a dvě stodoly. V třicátých letech 19. století stálo nedaleko náměstí ještě dvanáct dřevěných domů. Dům čp. 101 byl postaven na konci 18. století. V druhé polovině 19. století byla přistavena zadní hospodářská část pro chlév a kůlnu. Na začátku 21. století byl domek rekonstruován.

## Stavební podoba
Dům je přízemní poloroubená částečně podsklepená stavba obdélného půdorysu. Orientován je dvouosým štítovým průčelím do ulice. Původní dispozice byla dvojdílná, po úpravách je trojdílný (síň a jizba v roubené části a hospodářská ve zděné části). Dům je postaven na nízké kamenné podezdívce, která vyrovnává terénní nerovnost. Stavba má sedlovou střechu krytou štípaným šindelem a vikýřem po obou stranách. Svisle bedněný štít má dvě okna, podlomení a kabřinec. Nad střechu vystupují dva omítané komíny s půlkruhovým zakončením. Vstup je umístěn ve středu trojosé okapové levé strany. Pravá okapová strana má jedno okno v roubené části a tři malá okna ve zděné části. Zděná část slouží jako garáž.